# ATP de Moscou
O ATP de Moscou – ou Kremlin Cup, na última edição – foi um torneio de tênis profissional masculino, de categoria ATP 250.
Realizado em Moscou, capital da Rússia, estreou em 1990. Está suspenso devido à invasão da Ucrânia pela Rússia. Os jogos eram disputados em quadras duras cobertas durante o mês de outubro.

## Finais

### Simples
| Ano                                                                   | Campeão             | Vice-campeão          | Resultado       |
| --------------------------------------------------------------------- | ------------------- | --------------------- | --------------- |
| Torneio não realizado em 2022 devido à invasão da Ucrânia pela Rússia |                     |                       |                 |
| 2021                                                                  | Aslan Karatsev      | Marin Čilić           | 6–2, 6–4        |
| Torneio não realizado em 2020 devido à pandemia de COVID-19           |                     |                       |                 |
| 2019                                                                  | Andrey Rublev       | Adrian Mannarino      | 6–4, 6–0        |
| 2018                                                                  | Karen Khachanov     | Adrian Mannarino      | 6–2, 6–2        |
| 2017                                                                  | Damir Džumhur       | Ričardas Berankis     | 6–2, 1–6, 6–4   |
| 2016                                                                  | Pablo Carreño Busta | Fabio Fognini         | 4–6, 6–3, 6–2   |
| 2015                                                                  | Marin Čilić         | Roberto Bautista Agut | 6–4, 6–4        |
| 2014                                                                  | Marin Čilić         | Roberto Bautista Agut | 6–4, 6–4        |
| 2013                                                                  | Richard Gasquet     | Mikhail Kukushkin     | 4–6, 6–4, 6–4   |
| 2012                                                                  | Andreas Seppi       | Thomaz Bellucci       | 3–6, 7–63, 6–3  |
| 2011                                                                  | Janko Tipsarević    | Viktor Troicki        | 6–4, 6–2        |
| 2010                                                                  | Viktor Troicki      | Marcos Baghdatis      | 3–6, 6–4, 6–3   |
| 2009                                                                  | Mikhail Youzhny     | Janko Tipsarević      | 56–7, 6–0, 6–4  |
| 2008                                                                  | Igor Kunitsyn       | Marat Safin           | 7–66, 46–7, 6–3 |
| 2007                                                                  | Nikolay Davydenko   | Paul-Henri Mathieu    | 7–5, 7–69       |
| 2006                                                                  | Nikolay Davydenko   | Marat Safin           | 6–4, 5–7, 6–4   |
| 2005                                                                  | Igor Andreev        | Nicolas Kiefer        | 5–7, 7–63, 6–2  |
| 2004                                                                  | Nikolay Davydenko   | Greg Rusedski         | 3–6, 6–3, 7–5   |
| 2003                                                                  | Taylor Dent         | Sargis Sargsian       | 7–65, 6–4       |
| 2002                                                                  | Paul-Henri Mathieu  | Sjeng Schalken        | 4–6, 6–2, 6–0   |
| 2001                                                                  | Yevgeny Kafelnikov  | Nicolas Kiefer        | 6–4, 7–5        |
| 2000                                                                  | Yevgeny Kafelnikov  | David Prinosil        | 6–2, 7–5        |
| 1999                                                                  | Yevgeny Kafelnikov  | Byron Black           | 7–62, 6–4       |
| 1998                                                                  | Yevgeny Kafelnikov  | Goran Ivanišević      | 7–62, 7–65      |
| 1997                                                                  | Yevgeny Kafelnikov  | Petr Korda            | 7–62, 6–4       |
| 1996                                                                  | Goran Ivanišević    | Yevgeny Kafelnikov    | 3–6, 6–1, 6–3   |
| 1995                                                                  | Carl-Uwe Steeb      | Daniel Vacek          | 7–65, 3–6, 7–66 |
| 1994                                                                  | Alexander Volkov    | Chuck Adams           | 6–2, 6–4        |
| 1993                                                                  | Marc Rosset         | Patrik Kühnen         | 6–4, 6–3        |
| 1992                                                                  | Marc Rosset         | Carl-Uwe Steeb        | 6–2, 6–2        |
| 1991                                                                  | Andrei Cherkasov    | Jakob Hlasek          | 7–62, 3–6, 7–65 |
| 1990                                                                  | Andrei Cherkasov    | Tim Mayotte           | 6–2, 6–1        |

### Duplas
| Ano                                                         | Campeões                             | Vice-campeões                      | Resultado         |
| ----------------------------------------------------------- | ------------------------------------ | ---------------------------------- | ----------------- |
| Torneio não realizado em 2022 devido à pandemia de COVID-19 |                                      |                                    |                   |
| 2021                                                        | Harri Heliövaara Matwé Middelkoop    | Tomislav Brkić Nikola Čačić        | 7–5, 4–6, [11–9]  |
| Torneio não realizado em 2020 devido à pandemia de COVID-19 |                                      |                                    |                   |
| 2019                                                        | Marcelo Demoliner Matwé Middelkoop   | Simone Bolelli Andrés Molteni      | 6–1, 6–2          |
| 2018                                                        | Austin Krajicek Rajeev Ram           | Max Mirnyi Philipp Oswald          | 7–64, 6–4         |
| 2017                                                        | Max Mirnyi Philipp Oswald            | Damir Džumhur Antonio Šančić       | 6–3, 7–5          |
| 2016                                                        | Juan Sebastián Cabal Robert Farah    | Julian Knowle Jürgen Melzer        | 7–5, 4–6, [10–5]  |
| 2015                                                        | Andrey Rublev Dmitry Tursunov        | Radu Albot František Čermák        | 2–6, 6–1, [10–6]  |
| 2014                                                        | František Čermák Jiří Veselý         | Sam Groth Chris Guccione           | 7–62, 7–5         |
| 2013                                                        | Mikhail Elgin Denis Istomin          | Ken Skupski Neal Skupski           | 6–2, 1–6, [14–12] |
| 2012                                                        | František Čermák Michal Mertiňák     | Simone Bolelli Daniele Bracciali   | 7–5, 6–3          |
| 2011                                                        | František Čermák Filip Polášek       | Carlos Berlocq David Marrero       | 6–3, 6–1          |
| 2010                                                        | Igor Kunitsyn Dmitry Tursunov        | Janko Tipsarević Viktor Troicki    | 7–68, 6–3         |
| 2009                                                        | Pablo Cuevas Marcel Granollers       | František Čermák Michal Mertiňák   | 4–6, 7–5, [10–8]  |
| 2008                                                        | Sergiy Stakhovsky Potito Starace     | Stephen Huss Ross Hutchins         | 7–64, 2–6, [10–6] |
| 2007                                                        | Marat Safin Dmitry Tursunov          | Tomáš Cibulec Lovro Zovko          | 6–4, 6–2          |
| 2006                                                        | Fabrice Santoro Nenad Zimonjić       | František Čermák Jaroslav Levinský | 6–1, 7–5          |
| 2005                                                        | Max Mirnyi Mikhail Youzhny           | Igor Andreev Nikolay Davydenko     | 6–1, 6–1          |
| 2004                                                        | Igor Andreev Nikolay Davydenko       | Mahesh Bhupathi Jonas Björkman     | 3–6, 6–3, 6–4     |
| 2003                                                        | Mahesh Bhupathi Max Mirnyi           | Wayne Black Kevin Ullyett          | 6–3, 7–5          |
| 2002                                                        | Roger Federer Max Mirnyi             | Joshua Eagle Sandon Stolle         | 6–4, 7–60         |
| 2001                                                        | Max Mirnyi Sandon Stolle             | Mahesh Bhupathi Jeff Tarango       | 6–3, 6–0          |
| 2000                                                        | Jonas Björkman David Prinosil        | Jiří Novák David Rikl              | 6–2, 6–3          |
| 1999                                                        | Justin Gimelstob Daniel Vacek        | Andrei Medvedev Marat Safin        | 6–2, 6–1          |
| 1998                                                        | Jared Palmer Jeff Tarango            | Yevgeny Kafelnikov Daniel Vacek    | 6–4, 6–7, 6–2     |
| 1997                                                        | Martin Damm Cyril Suk                | David Adams Fabrice Santoro        | 6–4, 6–3          |
| 1996                                                        | Rick Leach Andrei Olhovskiy          | Jiří Novák David Rikl              | 4–6, 6–1, 6–2     |
| 1995                                                        | Byron Black Jared Palmer             | Tommy Ho Brett Steven              | 6–4, 3–6, 6–3     |
| 1994                                                        | Jacco Eltingh Paul Haarhuis          | David Adams Andrei Olhovskiy       | w.o.              |
| 1993                                                        | Jacco Eltingh Paul Haarhuis          | Jan Apell Jonas Björkman           | 6–1, ab.          |
| 1992                                                        | Marius Barnard John-Laffnie de Jager | David Adams Andrei Olhovskiy       | 6–4, 3–6, 7–6     |
| 1991                                                        | Eric Jelen Carl-Uwe Steeb            | Andrei Cherkasov Alexander Volkov  | 6–4, 7–6          |
| 1990                                                        | Hendrik Jan Davids Paul Haarhuis     | John Fitzgerald Anders Järryd      | 6–4, 7–6          |